# Gelanor
Gelanor is een geslacht van spinnen uit de  familie van de Spinneneters (Mimetidae).

## Soorten
- Gelanor altithorax Keyserling, 1893
- Gelanor consequus O. P.-Cambridge, 1902
- Gelanor depressus Chickering, 1956
- Gelanor distinctus O. P.-Cambridge, 1899
- Gelanor gertschi Chickering, 1947
- Gelanor heraldicus Petrunkevitch, 1925
- Gelanor innominatus Chamberlin, 1916
- Gelanor insularis Mello-Leitão, 1929
- Gelanor lanei Soares, 1941
- Gelanor latus (Keyserling, 1881)
- Gelanor mabelae Chickering, 1947
- Gelanor mixtus O. P.-Cambridge, 1899
- Gelanor muliebris Dyal, 1935
- Gelanor obscurus Mello-Leitão, 1929
- Gelanor ornatus Schenkel, 1953
- Gelanor proximus Mello-Leitão, 1929
- Gelanor zonatus (C. L. Koch, 1845)